# Intelligent Dance Music
IDM (ang. Intelligent Dance Music) – gatunek muzyki elektronicznej. 
Styl ten powstał we wczesnych latach 90. i wtedy też zaczęto używać tego terminu, początkowo na określenie sceny twórców eksperymentalnego techno i jungle skupionych wokół wytwórni Warp. Obecnie definicja IDM wydaje się obejmować wiele różnorodnych eksperymentalnych stylów elektroniki wywodzących się z elektronicznej muzyki tanecznej, jak również inne style muzyki ściśle związane z cyfrowym brzmieniem (np. glitch).
Część krytyków muzycznych zarzuca, że termin IDM nie jest aktualny, ponieważ nazwa nie pokrywa się z tym co oddaje ta muzyka, że przede wszystkim muzyka ta nie jest taneczna, natomiast nazwa jest taka a nie inna, ponieważ styl ten wywodzi się z acid techno, które jest taneczne, ciężkie, agresywne, szybkie. W założeniu gatunek ten jest od techno mniej agresywny, bardziej melodyjny, improwizacyjny i abstrakcyjny. Dlatego niektórzy krytycy muzyczni używają też nazw: intelligent techno, listening techno, art techno, braindance.
Prekursorami IDM byli tacy artyści jak Richard D. James, Autechre, Plaid, Speedy J i inni, którzy znaleźli się na albumach Artificial Intelligence I i II wydanych przez Warp Records.
Charakterystycznymi elementami tej muzyki są eksperymenty w tworzeniu dźwięków, a jednocześnie precyzja w ich doborze i kompozycji.

## Przykładowi artyści nurtu IDM
- Amon Tobin
- Apparat
- Aphex Twin
- Autechre

- Boards of Canada

- Bogdan Raczynski

- Clark
- Leftfield
- LFO
- Lorn
- Mike Paradinas
- Modeselekor
- Mouse On Mars
- Murcof
- Plaid
- Seefeel
- Scott Herren
- Squarepusher
- Venetian Snares
- C.H. District
- Moderat